# Salto tándem

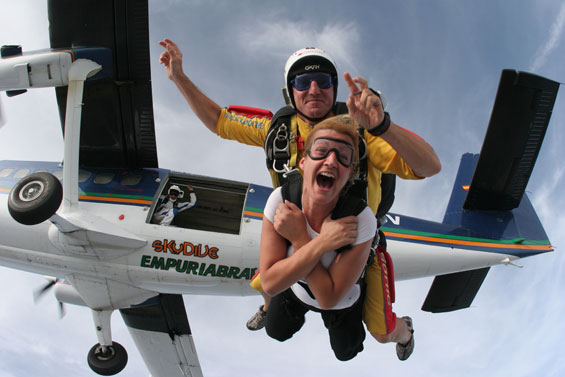
Al segundo de saltar del avión. Encima, saludando, el instructor. Debajo, la pasajera.

El Salto Tándem es una variación del paracaidismo convencional en la que un aprendiz de paracaidismo salta junto a un instructor unidos por medio de un sistema de doble arnés. Precisa una breve formación en tierra, donde se explican distintos aspectos del salto, principalmente relacionados con seguridad. Se usa un arnés especial de tándem que se ciñe al cuerpo del estudiante. El salto se efectúa desde una altura que fluctúa entre los 5.000 y 2.700 metros sobre el nivel de la tierra, lo que da entre 25 a 20 segundos de caída libre. Aproximadamente a 1.500 metros de altura se abre el paracaídas, quedando entre 7 y 15 minutos de vuelo para aterrizar.

## Desarrollo del salto

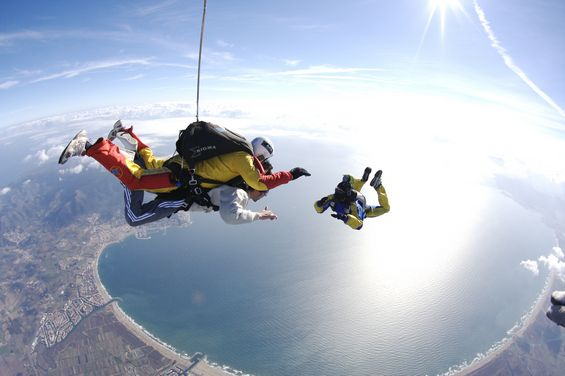
Panorámica del Instructor, debajo el estudiante y, frente a ellos, el cámara que graba el salto.

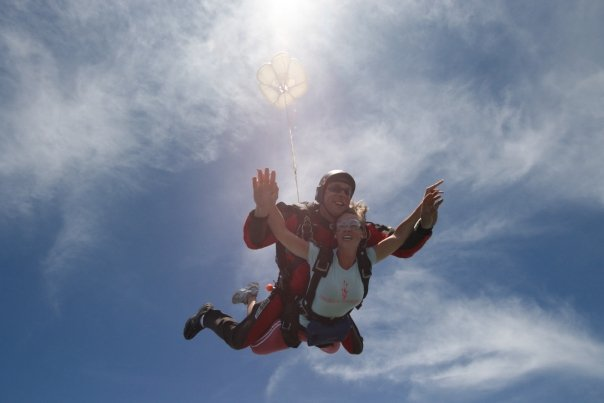
Salto tipo tándem, donde 2 personas usan 1 solo paracaídas

- Se explica en tierra detalles del salto. Dependiendo del tipo de avión, la forma de salir del mismo varía.
- Se sube al avión, el estudiante por su propio pie, al lado del instructor.
- A partir de cierta altura, el instructor une el arnés del estudiante a su propio paracaídas con bandas y mosquetones. Cada mosquetón soporta una tensión aproximada de 2.000 kilogramos. 2 mosquetones unen al estudiante con el instructor a la altura de los hombros, mientras que a la altura de la cintura quedan unidos por otros 2 mosquetones que se ajustan antes del salto.
- Al alcanzar la altitud de salto, el piloto da la señal para que el estudiante e instructor se aproximen a la puerta. El estudiante se coloca en la posición acordada en tierra, esto es colocando su cabeza hacia atrás y poniendo las manos cerca de su propio pecho.
- Dependiendo del nivel del estudiante, el salto es efectuado únicamente por el instructor o en simultáneo entre los 2.
- El instructor despliega un pequeño paracaídas de frenado, que disminuye la velocidad de caída de las 2 personas, a la velocidad de 1 sola; el objetivo es permitir una suave apertura del paracaídas y que los materiales y la integridad de las 2 personas no sufran.
- Ya en caída libre se cae alrededor de 200 km/h de velocidad, momento en que el instructor hace una señal acordada al estudiante indicándole que ya puede abrir los brazos. Muchas veces los acompaña un camarógrafo que graba todo el salto en vídeo y/o haciendo fotos.
- Al acercarse a los 1600 metros de altura, el instructor y/o el estudiante abre el paracaídas.
- Desde este momento, dependiendo de la altura o condiciones de viento, pueden existir entre 5 y 10 minutos de planeo con el paracaídas donde eventualmente se le permite al estudiante tomar los mandos del paracaídas y dependiendo del nivel, incluso aterrizar.
- Dependiendo de las condiciones de viento, se puede acabar aterrizando de pie o sentado en caso de poco viento o mucho peso la pareja.